# Provaljenik
Provaljenik (cyr. Проваљеник) – wieś w Serbii, w okręgu pirockim, w gminie Babušnica. W 2011 roku liczyła 149 mieszkańców.